# Lilienfelder Stahlsohlenbindung

Zeichnung aus der Patentschrift

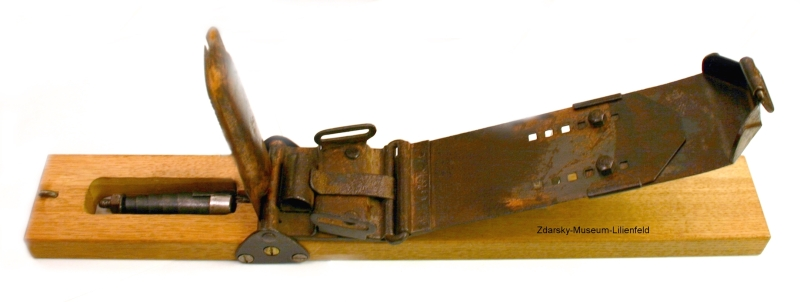
Lilienfelderbindung

Die Lilienfelder Stahlsohlenbindung war die erste moderne Skibindung.

## Geschichte
Die frühesten Skibindungen bestanden ursprünglich aus Weidenruten und später aus Lederriemen und Meerrohr („Rohrstaberl“).
1884 erfand der norwegische Skipionier Fritz Huitfeldt die Huitfeldt-Bindung. Er ersetzte den bis dahin üblichen Lederbügel durch einen Eisenbacken – der Schuh erhielt im Backen einen besseren Sitz. Diese Bindung war richtungweisend für die kommenden Jahre.
Vor allem der mangelnde Seitenhalt dieser Bindungen veranlasste Mathias Zdarsky zur Konstruktion einer neuen Bindung. Sie bestand aus einer um eine horizontale Achse drehbaren Stahlsohle, welche einen Fersenristriemen und einen Zehenriemen trägt und in der Drehung um ihre Achse durch eine Metallfeder gehemmt wird.
„Der Fuß kann nicht mit der Ferse seitwärts vom Ski herunterrutschen, unter dem Fuß kann sich kein Schnee ballen und die Ferse kann ohne Beschwerde so hoch gehoben werden, daß man vollkommen unbehindert niederknien oder sich vornüber niederlegen kann. Wird jedoch der Ski von der Schneedecke abgehoben, so kann er nicht um die Sohlenachse schaukeln, da die Metallfeder so kräftig ist, daß sie den Ski stets an die Sohle andrückt“. (Mathias Zdarsky in seinem Buch „Lilienfelder Skifahr-Technik“, erschienen im November 1896).
Diese Bindung war die Voraussetzung dafür, dass Zdarsky in den Wintern von 1890 bis 1896 die „Alpine (Lilienfelder) Skifahr-Technik“ entwickeln konnte.
Die technische Herstellung, Patentierung und den Vertrieb dieser Bindung übertrug Zdarsky dem Eisenwarenkaufmann und ehemaligen Schiffskapitän Karl Engel in Lilienfeld.